# Chawton
Chawton – wieś w Anglii, w hrabstwie Hampshire, w dystrykcie East Hampshire. Leży 29 km na wschód od miasta Winchester i 73 km na południowy zachód od Londynu. Miejscowość liczy 380 mieszkańców.